# Butler County (Iowa)
Das Butler County ist ein County im US-amerikanischen Bundesstaat Iowa. Im Jahr 2020 hatte das County 14.334 Einwohner und eine Bevölkerungsdichte von 9,5 Einwohnern pro Quadratkilometer. Der Verwaltungssitz (County Seat) ist Allison.

## Geografie
Das County liegt im mittleren Nordosten von Iowa und hat eine Fläche von 1506 Quadratkilometern, wovon drei Quadratkilometer Wasserfläche sind.
Durchflossen wird das County von West Fork Cedar River und seinen Nebenflüssen Shell Rock River und Beaver Creek. Über den Cedar River und den Iowa River gehören diese Flüsse zum Stromgebiet des Mississippi.
Es grenzt an folgende Nachbarcountys:
| Cerro Gordo County | Floyd County  | Chickasaw County  |
| Franklin County    |               | Bremer County     |
| Hardin County      | Grundy County | Black Hawk County |

## Geschichte

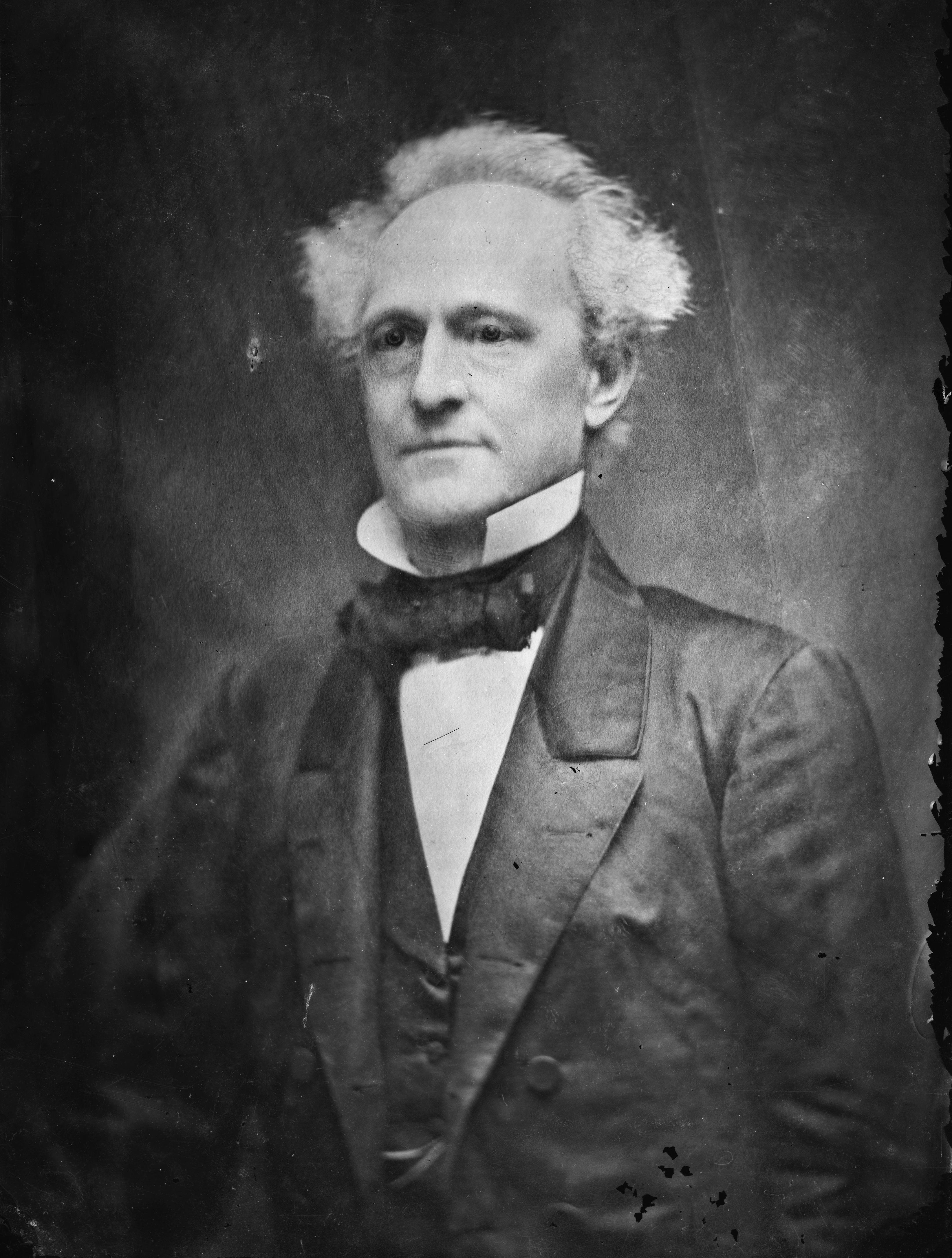
William Orlando Butler

Das Butler County wurde am 15. Januar 1851 aus als frei bezeichneten – in Wirklichkeit aber von Indianern besiedelten – Territorium gebildet. Benannt wurde es nach dem aus Kentucky stammenden William Orlando Butler (1791–1880), einem General und Helden im Mexikanischen Krieg, der 1848 für das Amt des Vizepräsidenten der USA kandidierte.
Bis 1854 wurde das County von anderen Countys verwaltet. Erst ab diesem Zeitpunkt hatte es genug eigene Einwohner, um eine eigene Verwaltung zu stellen. Die erste Gerichtsverhandlung wurde in einer kleinen Blockhütte eines Siedlers abgehalten. Erst 1858 wurde das erste Gerichtsgebäude in Clarksville fertiggestellt. Da kurz darauf die County-Verwaltung verlegt wurde, diente es von 1863 bis 1903 als Schule.

Als 1878 die Eisenbahnlinie der Dubuque and Dakota Railroad bis nach Allison gebaut wurde, verlegte man am 10. Januar 1881 den Sitz der Verwaltung dorthin. Allison war nach dem aus Dubuque stammenden republikanischen Politiker, Juristen und US-Senator William B. Allison benannt.

## Bevölkerung
Nach der Volkszählung im Jahr 2010 lebten im Butler County 14.867 Menschen in 6217 Haushalten. Die Bevölkerungsdichte betrug 9,9 Einwohner pro Quadratkilometer. In den 6217 Haushalten lebten statistisch je 2,30 Personen.
Ethnisch betrachtet setzte sich die Bevölkerung zusammen aus 98,4 Prozent Weißen, 0,2 Prozent Afroamerikanern, 0,1 Prozent amerikanischen Ureinwohnern, 0,2 Prozent Asiaten sowie aus anderen ethnischen Gruppen; 0,7 Prozent stammten von zwei oder mehr Ethnien ab. Unabhängig von der ethnischen Zugehörigkeit waren 0,9 Prozent der Bevölkerung spanischer oder lateinamerikanischer Abstammung.
23,6 Prozent der Bevölkerung waren unter 18 Jahre alt, 56,6 Prozent waren zwischen 18 und 64 und 19,8 Prozent waren 65 Jahre oder älter. 50,6 Prozent der Bevölkerung war weiblich.
Das jährliche Durchschnittseinkommen eines Haushalts lag bei 50.400 USD. Das Prokopfeinkommen betrug 23.900 USD. 10,3 Prozent der Einwohner lebten unterhalb der Armutsgrenze.

## Ortschaften im Butler County
Citys
| - Allison - Aplington - Aredale - Bristow - Clarksville | - Dumont - Greene1 - New Hartford - Parkersburg - Shell Rock |

Unincorporated Communities
| - Austinville - Fern - Kesley | - Packard - Powersville - Sinclair |

1 – zu einem kleinen Teil im Floyd County

## Gliederung
Das Butler County ist in 16 Townships eingeteilt:
| Township            | Einwohner (2010) | FIPS     |
| ------------------- | ---------------- | -------- |
| Albion Township     | 2030             | 19-90030 |
| Beaver Township     | 1298             | 19-90153 |
| Bennezette Township | 260              | 19-90195 |
| Butler Township     | 1719             | 19-90420 |
| Coldwater Township  | 1440             | 19-90753 |
| Dayton Township     | 292              | 19-90903 |
| Fremont Township    | 327              | 19-91464 |
| Jackson Township    | 657              | 19-92100 |

| Township            | Einwohner (2010) | FIPS     |
| ------------------- | ---------------- | -------- |
| Jefferson Township  | 324              | 19-92211 |
| Madison Township    | 276              | 19-92754 |
| Monroe Township     | 1702             | 19-92967 |
| Pittsford Township  | 900              | 19-93339 |
| Ripley Township     | 236              | 19-93633 |
| Shell Rock Township | 1668             | 19-93837 |
| Washington Township | 329              | 19-94464 |
| West Point Township | 1409             | 19-94692 |